# Thomas George Bonney

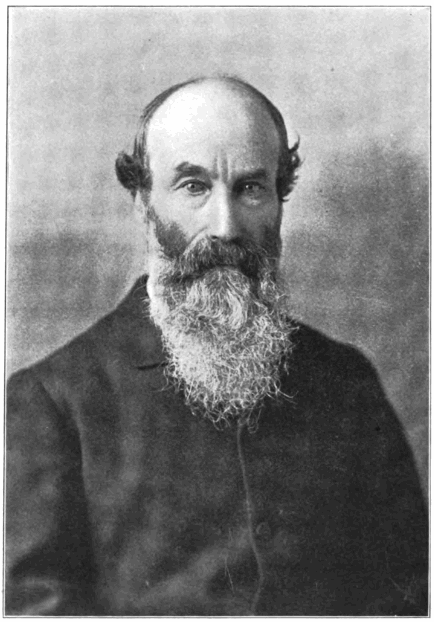
Thomas George Bonney

Thomas George Bonney FRS (* 27. Juli 1833 in Rugeley, Staffordshire; † 10. Dezember 1923 in Cambridge) war ein britischer Geologe.

## Leben
Bonney war der älteste Sohn von Reverend Thomas Bonney, Vorsteher der Rugeley Grammar School. Er ging auf die Uppingham School und auf das St John’s College in Cambridge, an dem er als 12. in der Reihe der Besten 1856 seinen Abschluss erhielt, und in dessen Lehrkörper er im nächsten Jahr aufgenommen wurde.
Von 1856 bis 1861 bekleidete er die Stelle eines Masters der Mathematik an der Westminster School und betrieb Geologie nur zur Erholung, vor allem in den Alpen. 1868 wurde er als Tutor an das St John’s College der University of Cambridge und Dozent für Geologie berufen. Er beschäftigte sich vor allem mit magmatischen und metamorphen Gesteinen der Alpen und verschiedener Teile Englands, so etwa aus dem Lizard-Komplex in Cornwall, von Salcombe im District South Hams und dem Charnwood Forest; aus Wales und den schottischen Highlands.
Zwischen 1877 und 1901 war er Professor der Geologie am University College London. Er wurde am 6. Juni 1878 zum Fellow of the Royal Society gewählt. Später bekleidete er die Position des Sekretärs und schließlich des Präsidenten der Geological Society (1884–1886), deren Wollaston-Medaille er 1889 erhielt; außerdem war er Sekretär der British Association (1881–1885) und Präsident der Mineralogical Society. Von 1881 bis 1883 war Bonney Präsident des Alpine Club und wurde 1887 zum Ehrenkanoniker von Manchester ernannt.
Der Bonneysee (Lake Bonney) und der Bonney-Riegel im ostantarktischen Viktorialand sowie die Bonney Bowl, ein Bergkessel im ostantarktischen Coatsland, sind nach ihm benannt.

## Veröffentlichungen
Als rein wissenschaftliche Veröffentlichungen seien genannt:
- Cambridgeshire Geology. 1875.
- The Story of our Planet. 1893.
- Charles Lyell and Modern Geology. 1895.
- Ice Work, Past and Present. 1896.
- Volcanoes. 1899.
- The structure of the earth. T. C. & E. C. Jack, London, OCLC 18582859 (archive.org).

Außer vielen Aufsätzen im Quarterly Journal of the Geological Society und im Geological Magazine verfasste er verschiedene populärwissenschaftliche Arbeiten, so etwa über die Regionen der Alpen, über englische und walisische Landschaften wie auch über theologische Themen. Unter diesen Veröffentlichungen finden sich zum Beispiel:
- Memories of a long life. Metcalfe, Cambridge 1921, OCLC 4338105.
- Annals of the Philosophical Club of the Royal Society. The MacMillan & Co., London 1919, OCLC 1829655 (archive.org).